# Powrósło

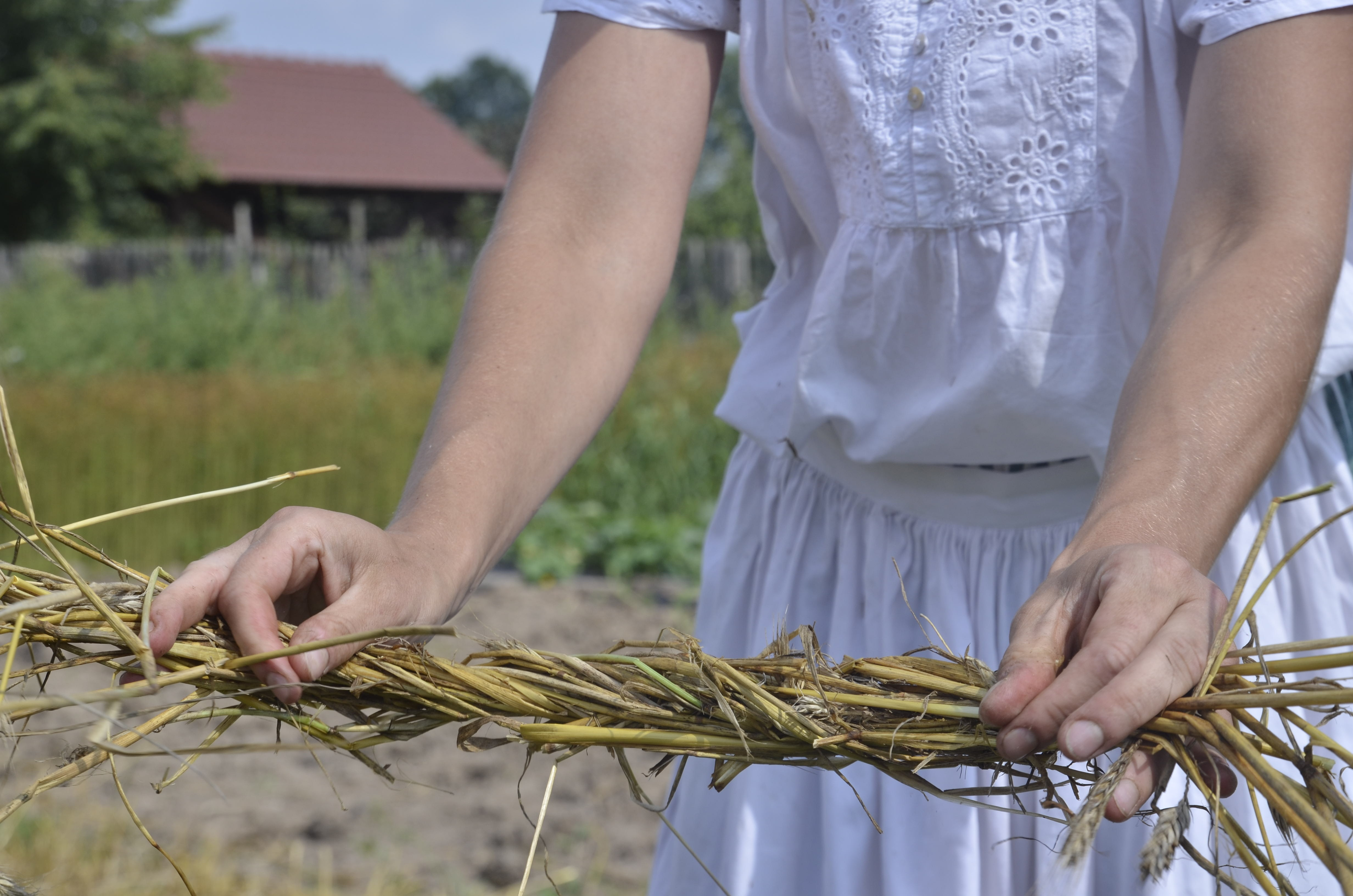
Formowanie powrósła

Powrósło (przewiąsło) – wiązka skręconych źdźbeł trawy lub zboża (wraz z kłosami, ewentualnie słomy), służący do związania snopów zboża lub luźnych, podłużnych przedmiotów (np. polana drewna, chrust). Do przewiązywania chrustu powrósło wyrabiano z kory, najczęściej wikliny.
Powrósła ze słomy żytniej wyrabiano przez skręcenie wiązki źdźbeł, z niższych roślin takich jak pszenica, pasmo słomy rozdzielano na dwie części i skręcono kłosami, otrzymując dłuższe niż pojedyncze powrósło.